# 西蔵院 (台東区)
西蔵院（さいぞういん）は、東京都台東区にある真言宗智山派の寺院。

## 歴史
創建年代は不明であるが、法印平真によって開山された。1591年（天正19年）の上野郷水帳に記載されていること、「康安2年（1362年）」の板碑が発見されていることから、少なくとも室町時代には既に存在していたと推測される。本社三島神社の別当寺であった。

## 文化財
- 西蔵院棟札（台東区有形文化財 平成28年3月登載）[2]

## 不動堂
当寺の境外仏堂として、「不動堂」（根岸4-9-5）がある。そこには「御行の松」とよばれる松があることで知られている（現在は4代目）。この仏堂には初代「御行の松」の根で彫った不動明王像が安置されている。

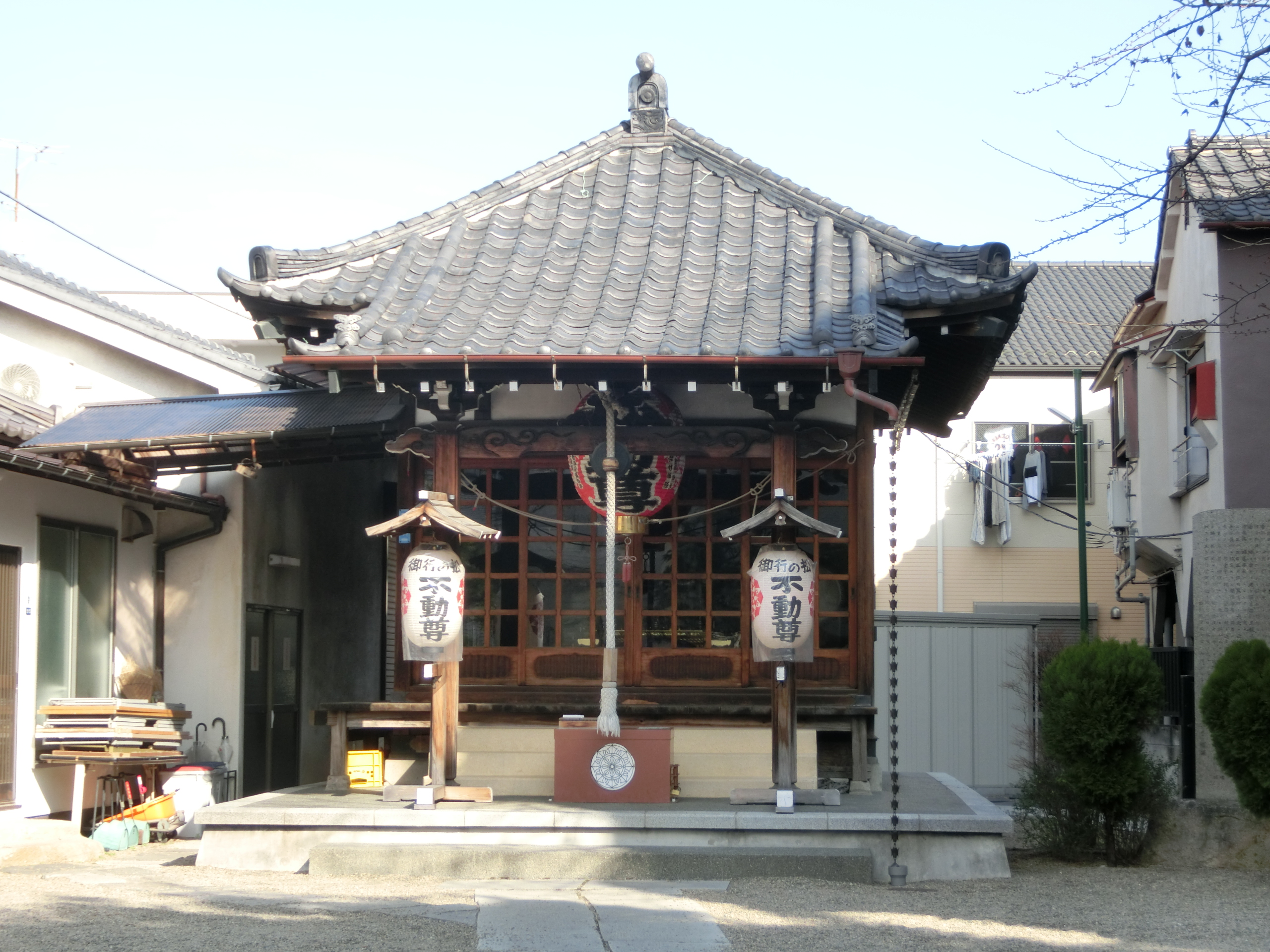
不動堂
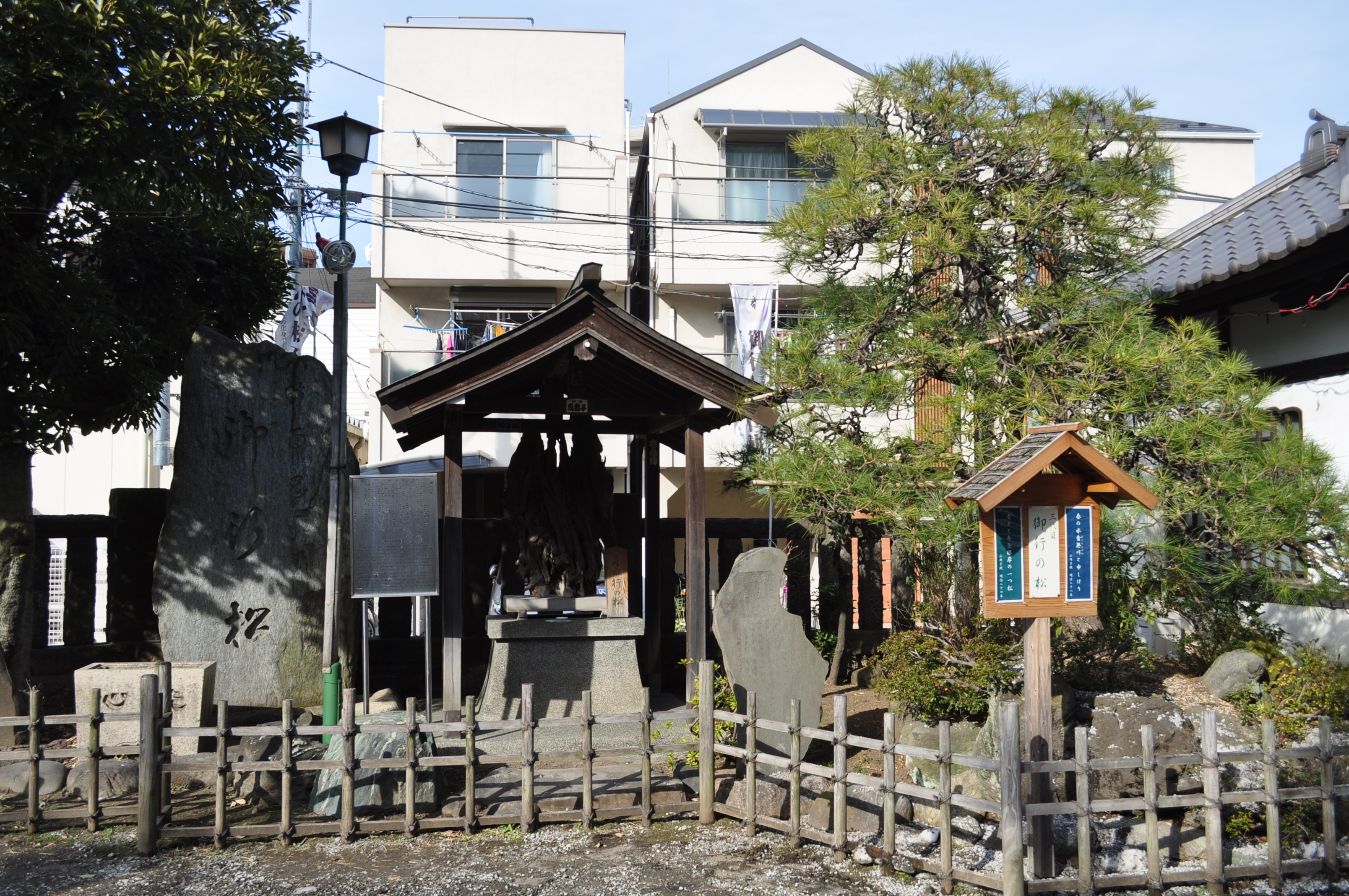
御行の松

## 交通アクセス
- 鶯谷駅より徒歩6分。